# Полароид
Polaroid Corporation е американска компания, която е производител и търговец на потребителска електроника и очила. Тя е най-известна със своите моментални филми и камери Polaroid. През 2000 г. компанията-майка е придобита от полския инвеститор Славомир Смолоковски.
Компанията е основана през 1937 г. от Едуин Х. Ланд, за да експлоатира ползата от поляризиращия полимер. Ланд управлява компанията до 1981 г. Пиковата ѝ заетост е 21 000 души персонал през 1978 г., а върховите ѝ приходи са 3 милиарда долара през 1991.
Когато оригиналната Polaroid Corporation е обявена в несъстоятелност през 2001 г., нейната марка и активи са продадени. „Новият“ Polaroid също обявява фалит през 2008 г., което довежда до по-нататъшна продажба и формиране на днешната Polaroid Corporation. През май 2017 г. марката и интелектуалната собственост на Polaroid Corporation са придобити от най-големия акционер на Impossible Project, компания, която първоначално стартира през 2008 г. с производството на нови инстантни (моментални) филми за Polaroid камери. Impossible Project е преименуван на Polaroid Originals през септември 2017 г., а през 2010 г. – само на Polaroid.
Фотоапаратите „Polaroid“ се произвеждат между 1947 и 2008 г. и са известни под името Land Camera наречени на откривателя на метода и основателя на фирмата „Polaroid“ Едуин Ланд.
Първата Land Camera е представена на 21 януари 1947 г., но продажбите започват през месец ноември 1948 г.

## Галерия
- Polaroid 100
- Polaroid J66
- Polaroid 80
- Polaroid 240
- Polaroid EE-44
- Polaroid Supercolor 635 CL
- Polaroid SX-70
- Tektronix C-5A